# UHARC
Uharc (Uwe Herklotz ARChiver) ist ein proprietäres Datenkompressionsprogramm für DOS und Microsoft Windows. Zusätzlich existieren mehrere Programme, die eine separate grafische Benutzeroberfläche bereitstellen. Uharc ist kostenlos für den privaten und nicht-kommerziellen Gebrauch, kommerzielle Nutzung erfordert eine kostenpflichtige Registrierung. Weder der Quellcode, noch eine Dateiformats- oder Algorithmus-Beschreibung sind veröffentlicht. Mit Uharc komprimierte Dateien tragen die Endung .UHA. Die letzte Version 0.6b ist zur Vorversion 0.4 komplett inkompatibel.
Uharc komprimiert (stark abhängig von der Art der Ausgangsdaten) etwa 10 % stärker als RAR und 1 bis 2 % besser als 7-Zip im 7z-Modus. Dafür ist Uharc zwar etwas langsamer, jedoch im Vergleich zu den stärksten experimentellen Packern wie WinRK im PWCM-Modus, PAsQDa oder DURILCA auch in der Praxis noch nutzbar.
Uharc kann nur Dateien bis maximal 2 GB Größe packen.